# Casey Affleck
Caleb Casey McGuire Affleck-Boldt (Falmouth, 12 de agosto de 1975) é um ator, diretor, produtor e roteirista norte-americano.

## Biografia
Caleb Casey Affleck-Boldt, filho de Chris Ann, uma professora e Timothy Affleck, um assistente social, barman e ex-ator da Companhia de Teatro de Boston, nasceu em 12 de agosto de 1975. Casey é irmão mais novo do também ator e diretor Ben Affleck, com quem colaborou profissionalmente em filmes como Good Will Hunting (1997) e Gone Baby Gone (2007). O sobrenome "Affleck" é escocês, mas o ator também é descendente de alemães, ingleses, irlandeses e até suíços.
Quando tinha cinco anos quebrou o braço esquerdo que quase teve que ser amputado. Ele passou doze horas em cirurgia para reparar a fratura composta infectada. Sua cicatriz é visível. Ele foi para a Universidade George Washington, mas depois se transferiu para Columbia University em Nova York, onde estudou astronomia, filosofia ocidental e física, mas nunca chegou a diplomar-se.

## Carreira

### 1995-2006: primeiros trabalhos

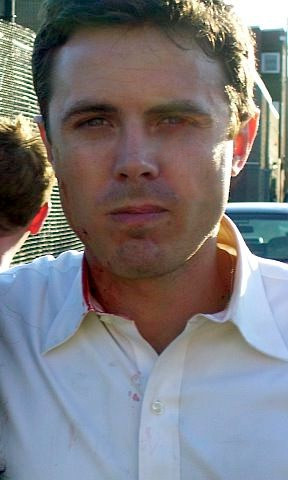
Affleck em 2006

Seu primeiro papel no cinema foi no filme To Die For (1995) de Gus Van Sant, no filme ele atuou como um adolescente sociopata ao lado de Joaquin Phoenix e Nicole Kidman. Depois de estrelar no filme Race the Sun (1997) co-estrelado por Halle Berry, ele apareceu em dois filmes junto com o irmão mais velho Ben Affleck: Chasing Amy (1997) e Good Will Hunting (1997). Casey, em seguida, estrelou o filme Desert Blue (1998), com Kate Hudson, Drowning Mona (1999) com Bette Midler, Jamie Lee Curtis, Neve Campbell e Danny DeVito e Soul Survivors (2011) com Luke Wilson, todas as três produções receberam críticas negativas e se tornaram fracasso de bilheteria.
Em 2001, Affleck, tornou-se parte do elenco na refilmagem do filme Ocean's Eleven (2001), dirigido por Steven Soderbergh.
Estrelado por, George Clooney e Brad Pitt, Affleck interpreta Virgil Malloy.
Affleck reprisou esse personagem em duas continuações, Ocean's Twelve (2004) e Ocean's Thirteen (2007).
Neste último filme, várias cenas foram gravadas no México, lugar onde Casey viveu quando criança, e que tinha diálogos alargados em espanhol, que ele fala fluentemente. Affleck co-escreveu o roteiro do filme Gerry com Gus Van Sant e Matt Damon. O filme é sobre dois homens que se perdem durante uma caminhada no deserto, recebeu críticas mistas; depois de estrear no Festival de Cinema de Sundance, e teve apenas um lançamento limitado nos Estados Unidos em 2003.
Em 2006, Affleck foi destaque em Lonesome Jim (2006) e The Last Kiss (2006), onde ele interpreta um amigo do personagem de Zach Braff. Ele então fez uma participação especial no vídeo "Tired of Being Sorry", dirigido por Joaquin Phoenix para Balthazar Getty da banda Ringside.

### 2007-presente: Aclamação da crítica
Ganhou mais de uma dúzia de prêmios, incluindo um Oscar de melhor ator, por sua atuação em Manchester by the Sea.
Em 2007, Affleck estrelou o filme ocidental The Assassination of Jesse James by the Coward Robert Ford (2007), atuando como Robert Ford ao lado de Brad Pitt como Jesse James. Por sua atuação, ele recebeu indicações ao Oscar de melhor ator coadjuvante, Globo de Ouro de melhor ator coadjuvante, Screen Actors Guild para melhor ator coadjuvante.
O site Entertainment Weekly observou que "um revelador Casey Affleck traz Ford para a vida com um sentimento maduro de covarde de um subalterno, bajulação e petulância". Outros comentadores elogiaram Affleck por ser "fantástico" e uma "verdadeira revelação" ao mesmo tempo que outros o opinaram como "uma impressão indelével como o inseguro, fraco fisicamente pouco atraente". O diretor do filme, Andrew Dominik , disse que Affleck era tão bom para o papel, em parte porque, como Ford, ele "sabe o que é viver na sombra de alguém", referindo-se ao irmão mais velho de Affleck.

## Vida pessoal
O ator Joaquin Phoenix apresentou sua irmã Summer Phoenix a Casey. Ambos se apaixonaram e se tornaram um casal: namoraram durante seis anos. Durante este período tiveram seu primeiro filho Indiana August, que nasceu em maio de 2004, em Amsterdam. Dois anos após o nascimento de seu primogênito, o casal, no dia 3 de junho de 2006, oficializou o relacionamento e se casou formalmente. Aproximadamente um ano após, em novembro de 2007, o casal teve o segundo filho: Atticus. Eles se divorciaram em 2016. Nesse mesmo ano, ele iniciou um relacionamento com a atriz Floriana Lima.
Affleck faz parte de vários movimentos e campanhas pelos direitos dos animais pela PETA e da protetora Farm Sanctuary. Ele é vegano, não come carne ou outros produtos de origem animal.
Casey fala fluentemente espanhol e tem uma tatuagem na omoplata direita: um símbolo de fraternidade nativa americana. Ele também tem outra tatuagem: um círculo no lado de dentro do braço direito.

### Alegações de assédio sexual
Em 2010, duas de suas ex-colegas de trabalho de I'm Still Here entraram com ações civis contra Affleck. Amanda White, uma das produtoras do filme, processou Affleck por $2 milhões por várias queixas, incluindo "assédio sexual" e "quebra de contrato oral". Ela detalhou numerosos "avanços sexuais indesejados" no local de trabalho, alegando que Affleck havia instruído o guitarrista do Spacehog, Antony Langdon a se expor em sua presença, falou "inadequadamente" sobre o avanço da idade e da fertilidade, discutiu suas "façanhas sexuais", referidas as mulheres como "vacas", invadiram seu "espaço pessoal", trancando-a para fora de seu quarto de hotel enquanto entretinha outra mulher, tentando "manipulá-la" para ficar com ele em um quarto de hotel, "violentamente" a agarraram pelo braço quando ela recusou e enviou-lhe "mensagens de texto abusivas" por se recusar a ficar com ele. White alegou que Affleck se recusou a honrar os termos do contrato de produção, incluindo sua taxa, em retaliação.
A diretora de fotografia do filme, Magdalena Gorka, processou Affleck por US$ 2,25 milhões com várias queixas, incluindo "inflição intencional de sofrimento emocional" e "quebra de contrato oral". Gorka alegou ter sido submetida a "instâncias rotineiras" de assédio sexual por membros da equipe, incluindo Langdon, "na presença e com o incentivo ativo de Affleck". Enquanto estava no apartamento de Joaquin Phoenix durante as filmagens, Phoenix ofereceu a Gorka o uso privado de seu quarto. Affleck supostamente se juntou a Gorka na cama enquanto ela dormia, vestindo apenas "roupa íntima e camiseta... Ele estava com o braço em volta dela, acariciando suas costas, seu rosto estava a centímetros do dela e seu hálito cheirava a álcool". Ela alegou que Affleck mais tarde repreendeu e a atacou verbalmente por recusar seus avanços, e que ela foi forçada a renunciar por causa de assédio e abuso.
Affleck negou as acusações e ameaçou reagir; seu advogado descreveu ambas as reivindicações como "ficção total" e "completamente fabricadas". Seu advogado afirmou: "Ambas as mulheres deixaram o filme em abril de 2009 e ambas foram recusadas quando desejavam retornar" e "não havia nenhuma menção a assédio sexual antes de junho de 2010". Em sua resposta ao processo de White, Affleck alegou que ela havia praticado "táticas extorsivas" desde 2009, recusando-se a entregar "documentos importantes de produção" e tentando bloquear o lançamento do filme, em um esforço para obter mais compensação por seu trabalho do que ela "tinha direito legal". Affleck também enviou uma série de trocas por e-mail com White, na qual escreveu: "Estou realmente feliz por fazer parte deste projeto. Eu gosto de trabalhar com você..." "Tudo de bom para você e sua família". A produtora associada do filme, Nicole Acacio, e uma editora sem nome, defenderam a conduta de Affleck no set, dizendo que "eu nunca vi nada fora do comum, dentro ou fora do set" e "nada que eu já tenha testemunhado me levaria a pensar que ele poderia fazer algo assim". Os processos foram posteriormente resolvidos fora dos tribunais. Ambas as mulheres receberam crédito por seu trabalho no projeto; nenhum detalhe de qualquer acordo financeiro foi divulgado.
Affleck abordou as alegações ao falar ao The New York Times em 2016; ele declarou: "Foi resolvido para a satisfação de todos. Fiquei magoado e chateado - tenho certeza de que todos estavam - mas superei. Foi uma situação infeliz - principalmente para os espectadores inocentes das famílias dos envolvidos". Respondendo a algumas das críticas que ele enfrentou, Affleck disse: "Não há realmente nada que eu possa fazer sobre isso. Além de viver minha vida da maneira como sei que a vivo e falar sobre quais são meus próprios valores e como tento viver com eles o tempo todo." Affleck desistiu de apresentar o Oscar de melhor atriz no 90º Oscar em razão das críticas.

## Filmografia

### Cinema
| Ano  | Título                                                | Papel           |
| ---- | ----------------------------------------------------- | --------------- |
| 2022 | Dreamin' Wild                                         | Donnie          |
| 2021 | Every Breath You Take                                 | Phillip         |
| 2020 | The World to Come                                     | Dyer            |
| 2019 | Our Friend                                            | Mattew Teague   |
| 2018 | Light of my Life                                      | Dad             |
| 2018 | Old Man and the Gun                                   | John Hunt       |
| 2017 | A Ghost Story                                         | C               |
| 2016 | Horas Decisivas                                       | Raymond Sybert  |
| 2016 | Triple 9                                              | Chris Allen     |
| 2016 | Manchester by the Sea                                 | Lee Chandler    |
| 2014 | Interestelar                                          | Tom             |
| 2013 | Amor Fora da Lei                                      | Bob Muldoon     |
| 2013 | Tudo por Justiça                                      | Rodney Baze Jr. |
| 2012 | ParaNorman                                            | Mitch           |
| 2011 | Roubo nas Alturas                                     | Charlie         |
| 2010 | WWII in HD: The Air War                               | Joe Armanini    |
| 2010 | I'm Still Here                                        | Casey Affleck   |
| 2010 | The Kind One                                          | Danny Landon    |
| 2010 | The Killer Inside Me                                  | Lou Ford        |
| 2007 | Medo da Verdade                                       | Patrick Kenzie  |
| 2007 | O Assassinato de Jesse James Pelo Covarde Robert Ford | Robert Ford     |
| 2007 | Treze Homens e um Novo Segredo                        | Virgil Malloy   |
| 2006 | Um Beijo a Mais                                       | Chris           |
| 2005 | Lonesome Jim                                          | Jim             |
| 2004 | Doze Homens e Outro Segredo                           | Virgil Malloy   |
| 2002 | Gerry                                                 | Gerry           |
| 2001 | Onze Homens e um Segredo                              | Virgil Malloy   |
| 2001 | Alucinação                                            | Sean            |
| 2001 | American Pie 2 - A Segunda Vez é Ainda Melhor         | Tom Myers       |
| 2000 | Attention Shoppers                                    | Jed             |
| 2000 | Hamlet                                                | Fortinbras      |
| 2000 | Rebelde Até o Fim                                     | Jay             |
| 2000 | Quem Não Matou Mona?                                  | Bobby Calzone   |
| 1999 | Floating                                              | Prep #1         |
| 1999 | American Pie - A Primeira Vez é Inesquecível          | Tom Myers       |
| 1999 | 200 Cigarros                                          | Tom             |
| 1998 | Uma Aventura no Deserto                               | Pete Kepler     |
| 1997 | Gênio Indomável                                       | Morgan O'Mally  |
| 1997 | Procura-se Amy                                        | Little Kid      |
| 1996 | Corrida Rumo ao Sol                                   | Daniel Webster  |
| 1995 | Um Sonho Sem Limites                                  | Russel Hines    |
| 1988 | Lemon Sky                                             | Jerry           |

### Televisão
| Ano  | Título                        | Papel                       | Notas                                      |
| ---- | ----------------------------- | --------------------------- | ------------------------------------------ |
| 2018 | Lewis and Clark               | Meriwether Lewis            | Minissérie                                 |
| 2016 | Saturday Night Live           | ele mesmo(convidado)        | Episódio:"Casey Affleck/Chance the Rapper" |
| 2010 | WWII in HD: The Air War       | Joe Armani(voz)             | Filme televisivo                           |
| 1990 | The Kennedys of Massachusetts | Robert Kennedy (12-15 anos) | Minissérie                                 |
| 1988 | Lemon Sky                     | Jerry                       | Filme televisivo                           |

## Prêmios
Oscar
| Ano  | Categoria               | Indicação                                             | Notas    |
| ---- | ----------------------- | ----------------------------------------------------- | -------- |
| 2008 | Melhor ator coadjuvante | O assassinato de Jesse James pelo covarde Robert Ford | Indicado |
| 2017 | Melhor ator             | Manchester à Beira Mar                                | Venceu   |

- Recebeu uma indicação ao MTV Movie Awards de Melhor Equipe, por Onze Homens e um Segredo (2001).
- Indicado ao Globo de Ouro de Melhor Ator (coadjuvante/secundário) em cinema, por O Assassinato de Jesse James Pelo Covarde Robert Ford (2007).
- Satellite Award de Melhor Ator Coadjuvante no Cinema, por O Assassinato de Jesse James Pelo Covarde Robert Ford (2007).
- National Society of Film Critics Award de Melhor Ator Coadjuvante, por O Assassinato de Jesse James Pelo Covarde Robert Ford (2008).
- Critics' Choice Award: Melhor Ator, por Manchester à Beira Mar (2016).
- Gotham Independent Film Award de Melhor Ator, por Manchester à Beira Mar (2016).
- New York Film Critics Circle Award de Melhor Ator, por Manchester à Beira Mar (2016).
- AACTA International Award de Melhor Ator, por Manchester à Beira Mar (2017).
- Prêmio BAFTA de Cinema: Melhor Ator, por Manchester à Beira Mar (2017).
- Prêmio da Sociedade Nacional de Críticos de Cinema para Melhor Ator, por Manchester à Beira Mar (2017).
- Prêmio Globo de Ouro: Melhor Ator em Filme Dramático, por Manchester à Beira Mar (2017).
- Prêmio Independent Spirit de Melhor Ator, por Manchester à Beira Mar (2017).

Em 2007, Affleck ganhou reconhecimento e elogios da crítica por seu trabalho em The Assassination of Jesse James by the Coward Robert Ford (2007), pelo qual ele recebeu indicações para o Oscar de melhor ator coadjuvante, Globo de Ouro de melhor ator coadjuvante, Screen Actors Guild para melhor ator coadjuvante e venceu o Satellite Award de melhor ator coadjuvante. Em 2017 venceu o Globo de Ouro de Melhor Ator e o Oscar de Melhor Ator pela sua atuação no drama Manchester By The Sea. Vencedor do Oscar de melhor ator em 2017, ao longo da década de 1990 e início de 2000, desempenhou papéis coadjuvantes em filmes como Good Will Hunting (1997) e Ocean's Eleven (2001), bem como em filmes independentes, como Chasing Amy (1997).